# Tūtaka
Tūtaka je řeka na západě Litvy (Telšiaiský kraj) v Žemaitsku na Žemaitijské vysočině. Vytéká z jezera Ūžris, 1 km na jihovýchod od vsi Lauko Soda. Je dlouhá 8 km. Řeka teče zpočátku směrem východním, potom se stáčí přes směr jižní až do směru západního. Do řeky Minija se vlévá jako její pravý přítok 199,4 km od jejího ústí do Atmaty.

## Přítoky
Levé: Šaltupis (vlévá se 1,9 km od ústí; hydrologické pořadí: 17010022)